# Indische koningsmakreel
De Indische koningsmakreel (Scomberomorus commerson) is een straalvinnige vis uit de familie van makrelen (Scombridae) en behoort derhalve tot de orde van baarsachtigen (Perciformes).

## Leefomgeving
De Indische koningsmakreel is een zoutwatervis. De vis prefereert een tropisch klimaat en heeft zich verspreid over de drie belangrijkste oceanen van de wereld (Grote, Atlantische en Indische Oceaan). Bovendien heeft hij middels de Lessepsiaanse migratie de Middellandse Zee gekoloniseerd. De diepteverspreiding is 10 tot 70 meter onder het wateroppervlak. De vis kan een lengte bereiken van 240 centimeter.

## Relatie tot de mens
De Indische koningsmakreel is voor de visserij van groot commercieel belang. In de hengelsport wordt er weinig op de vis gejaagd.
Voor de mens is de vis potentieel gevaarlijk, omdat er ciguatera-vergiftigingen zijn geweest.